# Operació Espases de Ferro
L'Operació Espases de Ferro és un conjunt d'operacions militars en resposta a l'Atac de Hamàs a Israel de 2023 que va desencadenar la Guerra entre Israel i Gaza de 2023, amb l'objectiu de contrarestar l'amenaça terrorista islàmica i salvaguardar la seguretat dels ciutadans israelians.
L'Operació Espases de Ferro s'ha desenvolupat tres escenaris diferents de l'Orient Pròxim fronterers amb Israel en què actuen grups milicians islàmics: A la Franja de Gaza, contra Hamàs, la Gihad Islàmic palestí, el Cau del Lleó, el Front Popular per a l'Alliberament de Palestina i el Front Democràtic per a l'Alliberament de Palestina, on Hamas governava i controlava la Franja, mentre els altres grups només tenien una presència secundaria en aquesta, amb incursions a Cisjordània contra Hamàs, la Gihad Islàmic palestí i les Brigades dels Màrtirs d'Al-Aqsa, i contra Hezbol·là al front Nord al llarg de la frontera entre Israel i el sud del Líban i a Síria i als Alts del Golan ocupats per Israel.

## Noms de les operacions
Els grups milicians palestins van batejar el seu assalt «Operació Inundació d'Al-Aqsa» (àrab: عملية طوفان الأقصى, ʿAmaliyyat Ṭūfān al-Aqṣà), mentre Israel ha anunciat l'inici d'una contraofensiva anomenada «Operació Espases de Ferro» (hebreu: מבצע חרבות ברזל, Mivtsa Cherevot Barzel‎). L'inici de l'assalt palestí va coincidir intencionalment amb el 50è aniversari de l'esclat de la Guerra del Yom Kippur de 1973.

## Operació Espases de Ferro
Després que l'octubre de 2023 Hamàs ataqués Israel, matés uns 1.200 israelians entre civils i militars i en segrestés uns 200 més, enduent-se'ls cap a Gaza, Israel va activar el sistema de defensa aèria Cúpula de Ferro. El primer ministre Binyamín Netanyahu i el ministre de Defensa Yoav Gallant van realitzar avaluacions de seguretat a la seu de les Forces de Defensa d'Israel (FDI) a Tel-Aviv. Més tard, Gallant va declarar l'estat d'emergència a les àrees de fins a 80 quilòmetres de la frontera de Gaza i va aprovar la mobilització de desenes de milers de reservistes de l'exèrcit no només al llarg de la frontera de Gaza sinó també a Cisjordània i al llarg de les fronteres amb el Líban i Síria.
Israel va declarar la guerra a Hamàs el 13 d'octubre.
En un context d'inestabilitat, pressions i apogeu de les mobilitzacions socials, el 17 de juny de 2024 Binyamín Netanyahu va dissoldre el gabinet de guerra després de les pressions ultres dins del Govern i la dimissió del ministre de guerra, Benny Gantz.

### Front de Gaza
Israel va mobilitzar 300.000 reservistes i va començar a moure armament pesat a prop de la frontera amb la Franja de Gaza després. Aquest armament incloïa vehicles blindats de transport de personal Namer i tancs Merkava. El 13 d'octubre de 2023 va començar la invasió terrestre de Gaza. Amb aquesta operació, el govern de Benjamin Netanyahu pretenia liquidar les instal·lacions de Hamàs en aquest territori.
El 27 d'octubre, els serveis d'Internet i de telefonia mòbil a Gaza es van tallar gairebé completament quan Israel va intensificar la seva campanya de bombardejos. Després d'això, les Forces de Defensa d'Israel (FDI) van llançar una incursió terrestre a gran escala a la Franja de Gaza. Es van informar d'enfrontaments entre Hamàs i les FDI prop de les ciutats de Beit Hanoun i Bureij.
En agost de 2024 es considerava que vuit dels vint-i-quatre batallons de Hamàs encara podien combatre i de dur a terme missions contra les Forces de Defensa d'Israel (FDI), uns altres tretze batallons estaven degradats i parcialment operatius, i només tres són totalment ineficaços en el combat. Set dels batallons s'havien pogut reconstituir almenys una vegada després de ser destruïts al principi de la guerra fusionant unitats severament degradades en forces noves i eficaces en el combat, o reclutant nous combatents.
Hamàs utilitza extensivament la població civil com escuts humans. El Ministeri de Salut de Palestina a Gaza comptabilitzava fins al 9 de gener de 2025 46.000 morts i 109.378 ferits a la Franja de Gaza, entre ells Mohammed Deif, el cap militar de Hamàs i Rafa Salama, el comandant de la brigada de Khan Yunis, Walid al Susi, el cap de l'aparell de seguretat de Hamàs per al sud de Gaza i Yahya Sinwar, el cervell de l'Operació Inundació d'Al-Aqsa, que dirigia Hamas a Gaza des de 2017 i va agafar les regnes del conjunt de l'organització substituint Ismail Haniyeh quan va morir el 31 de juliol en un atac a Teheran atribuït a Israel
L'emir de Qatar, Tamim bin Hamad Al Thani va anunciar el 15 de gener de 2025 que després de mesos de negociacions, el govern d'Israel i Hamàs van arribar a Doha a un acord d'alto el foc que entraria en vigor a partir del 19 de gener. En la primera fase de l'acord, Israel i Hamàs han acordat un alto el foc de sis setmanes, en les quals es produirà un intercanvi gradual de 33 ostatges israelians, prioritàriament infants, dones, ancians, malalts i ferits per més de 1.900 presos palestins, que no inclouria terroristes acusats per assassinat. Israel autoritzà l'entrada d'uns 600 camions amb ajuda humanitària i combustible a tota la Gaza i la rehabilitació d'hospitals. La una segona fase començaria al cap de 16 dies d'iniciada la primera i s'hi començaria a negociar la fi del conflicte.
El 18 de març de 2025 Israel va trencar l'alto el foc quan les Forces de Defensa d'Israel (FDI) van llançar desenes d'atacs aeris a tot Gaza sota ordres del primer ministre Binyamín Netanyahu per la negativa reiterada de Hamàs a alliberar ostatges, causant centenars de morts i ferits, entre ells el cap de govern de Hamàs a la Franja de Gaza, Essam Al-Dalis, el viceministre de Justícia Ahmed al-Hatta, el viceministre d'Interior Mahmud Abu Wafah, i Bahjat Abu Sultan, un alt funcionari del Ministeri de l'Interior, amenaçant amb la intensificació dels atacs si Hamàs no repren genuïnament les negociacions.
El 25 de març van esclatar manifestacions contra Hamàs al nord de la Franja de Gaza, estenen-se a altres parts de la Franja de Gaza, demanant accés als aliments, la fi de la guerra i que Hamàs deixi el govern a altres. Dies després de l'inici de les protestes, Hamàs va executar sis habitants de Gaza i va flagel·lar o segrestar públicament altres persones que havien participat en les manifestacions.

### Front de Cisjordània
Els atacs aeris i les incursions terrestres a Cisjordània fins al 26 d'agost havien causat la mort de 602 persones, inclosos 126 en atacs aeris, i 11 per colons israelians, entre ells Wissam Khazem i Zahi Yaser bdel Razaq Awfi, els caps de Hamàs a Jenin i Tulkarem respectivament, i Mohammed Jaber, el líder de la brigada de Tulkarem del Gihad Islàmic palestí. Durant el mateix període, quinze israelians, entre ells nou membres de les forces armades israelianes i cinc colons van ser assassinats per palestins a Cisjordània, mentre que 10 israelians van ser assassinats a Israel en atacs de palestins des de Cisjordània. La majoria de les víctimes mortals ho han estat per trets de soldats i la resta, en una trentena en atacs aeris.
Entre l'octubre de 2023 i setembre de 2024 es van aixecar 29 nous assentaments israelians a Cisjordània, que s'afegien als 167 que hi havia abans de l'esclat del a Guerra entre Israel i Gaza de 2023. El 19 de juliol de 2024 el Tribunal Internacional de Justícia emetia una declaració no vinculant considerant que els assentaments de Cisjordània i Jerusalem Est violen la legislació internacional i que les polítiques israelianes impliquen una annexió de facto de gran part dels territoris palestins ocupats.
El 19 d'abril de 2024 l'exèrcit israelià va atacar a Cisjordània el camp de Nur Shams a Tulkarem, Beit Furik, a l'est de Nablus, i Beit Rima, al nord-oest de Ramallah.
El 26 de juliol de 2024, les forces de seguretat de l'Autoritat Palestina van encerclar l'Hospital de Tulkarem intentant arrestar Abu Shujaa, el líder de la Brigada de Tulkarem, que estava hospitalitzat. Una multitud de civils va dirigir-se a l'hospital per trencar el suposat setge, provocant enfrontaments entre les forces de seguretat i les milícies locals, fent retirar les forces de seguretat.

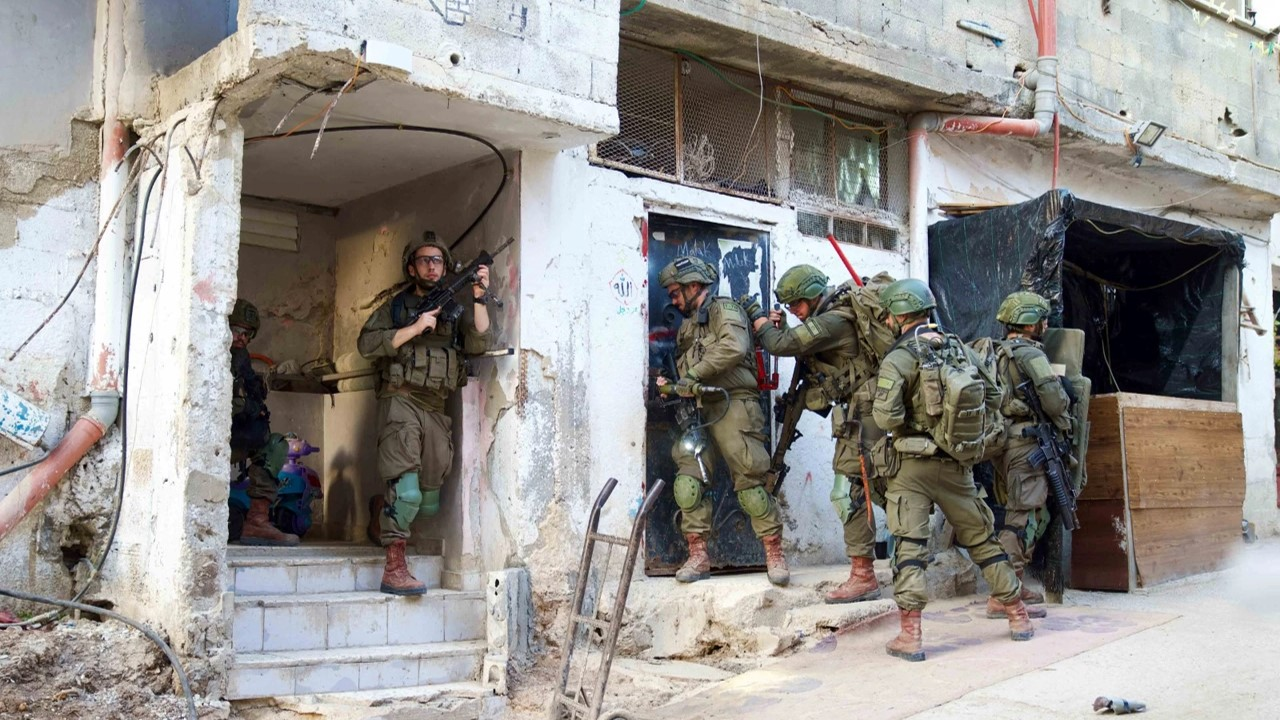
Soldats israelians a Cisjordània l'estiu de 2024

En resposta a un fallit atemptant suïcida a Tel Aviv, el 28 d'agost del 2024, Israel va llançar a Jenin, Tulkarem i Tubas l'Operació Campaments d'Estiu, la de major envergadura al nord de Cisjordània des de l'Operació Escut Defensiu de 2002, en una escalada significativa de les contínues incursions israelianes a la regió contra la Brigada Jenín, composta per milicians de Hamàs, la Jihad Islàmica Palestina i les brigades dels Màrtirs d'Al-Aqsa i en la què van morir almenys 36 palestins, entre ells Abu Shujaa, 21 d'ells a Jenin.
En un atac aeri israelià a Tulkarem, en què van morir 18 persones, el 3 d'octubre 2024 va morir Zahi Yaser bdel Razaq Awfi, el cap de Hamàs a Tulkarem.

### Front del sud del Líban i Síria
Els atacs israelians contra els militants islàmics al sud del Líban van començar el 8 d'octubre de 2023 en resposta al llançament de míssils de Hezbol·là contra Israel des del Líban en suport a l'atac de Hamàs a Israel de 2023.
A finals d'agost de 2024, el nombre d'atacs de Hezbol·là va augmentar més enllà dels 280 per setmana, i va augmentar el nombre de vols amenaçadors dels avions de guerra israelians que sobre el Líban, que abans de l'estiu de 2024 eren extremadament rars. El 17 de setembre de 2024 es va produir una escalada significativa de les hostilitats el front amb les explosió de cercapersones al Líban i l'atac contra el quarter general de Hezbol·là el 27 de setembre. Les FDI van declarar que els seus atacs continuarien fins que els ciutadans israelians a la zona del conflicte poguessin tornar a casa amb seguretat.
La invasió israeliana del Líban va començar el 30 de setembre de 2024 i va comportar nombrosos bombardeigs en els que van morir, entre altres el secretari general de Hesbol·là Hassan Nasral·là, Abbas Nilforoushan, General de Brigada de l'Exèrcit dels guàrdies de la revolució islàmica, al comandant Ali Karaki, el comandant de la unitat de míssils al sud del Líban, Mohammad Ali Ismail, responsable del llançament d'un míssil balístic cap al centre d'Israel el 25 de setembre, i al seu adjunt Hussein Ahmed Ismail, Ibrahim Muhammad Qabisi, cap de la Força de Míssils i Coets d'Hezbollah, Nabil Qaouk, comandant de la Unitat de Seguretat Preventiva de Hezbol·là, el líder de Hamàs al Líban, Fathi al-Sharif, i Saeed Attallah Ali, comandant del braç armat de Hamàs i Mohammed Hussein al-Lawis, l'autoritat executiva de Hamas al Líban.

### Alto-el-foc
El 26 de novembre de 2024 es va acordar un alto-el-foc en condicions favorables a Israel amb ànim d'implantar la Resolució 1701 del Consell de Seguretat de les Nacions Unides després de la mort dels principals comandants de Hezbol·là i més de 3.000 persones i un milió de desplaçats, donant temps per a la retirada israeliana fins a final de gener de 2025, que posteriorment es va allargar fins al 28 de febrer per fer efectiva la retirada, però l'exèrcit israelià va romandre en cinc turons estratègics fins la implementació completa de l'acord per l'exèrcit libanès.

### Desplegament israelià a Síria
Amb l'accelerada pèrdua de control de Baixar al-Àssad durant la Guerra Civil siriana l'exèrcit israelià va desplegar el desembre de 2024 la 210a divisió als Alts del Golan, per por que els esdeveniments es descontrolin i arribin a la frontera. La caiguda d'Assad el 8 de desembre de 2024 va trencar efectivament la ruta d'armes, material i personal des d'Iran a Hezbol·là quedant aïllada al sud del Líban, quedant encara més afeblit i vulnerable a l'atac o la infiltració israeliana. El 9 de desembre les tropes israelianes es van desplegar a la zona d'amortiment desmilitaritzada supervisada per la Força de les Nacions Unides d'Observació de la Separació, inclos el mont Hermon. i arran de la presa de possessió dels rebels, el 8 i 9 de desembre la Força Aèria i la Marina d'Israel van llençar l'Operació Fletxa de Bashan atacant més de 350 atacs contra dipòsits de míssils, vaixells de guerra, avions de caça i altres objectius estratègics, eliminant la majoria de les reserves d'armes estratègiques a Síria.